# 레이철 플랫
레이철 엘리자베스 플랫(Rachael Elizabeth Flatt, 1992년 7월 21일 ~)은 미국의 피겨 스케이팅 선수이다. 레이철은 2010 미국 피겨 스케이팅 선수권대회에서 우승하였고, 2008년과 2009년에는 준우승했고, 2008 세계 주니어 피겨 스케이팅 선수권대회의 우승자이다. 2010년 1월에는 세계 랭킹 10위에 기록되었다.
2010 미국 피겨 스케이팅 선수권대회에서 우승함으로써 미국의 2010년 동계 올림픽 선수단의 일원으로 올림픽에 참가하여 여자 싱글에서 7위를 차지하였다.

## 생애
레이철 플랫은 미국 캘리포니아주의 델 마르에서 태어나 콜로라도주의 콜로라도스프링스로 이사해 거주하고 있다. 2010년 체니 마운틴 고등학교에서 졸업한 후 스탠퍼드 대학교에 재학 중이다.